# 羽地村
羽地村（はねじそん）は、かつて沖縄県（戦後は琉球政府）国頭郡にあった村で、現在の名護市北西部にあたる。現在は羽地地域（または羽地支所管内）として名護市の一地域として位置づけられている。
1908年の島嶼町村制施行でこれまでの羽地間切が羽地村となる。1946年には屋我地島が分離して屋我地村となった後、1970年に名護町・屋部村・久志村・屋我地村と合併、名護市となり消滅した。村役所は仲尾次に置かれた。

## 沿革
かつてこの地域は羽地間切で、屋我地島や17世紀後半までは現在の大宜味村津波（1673年に分離し、当時の国頭間切の南部と合わせ、現在の大宜味村の前身となる田港間切を形成、のちに大宜味間切となる）までこの区域だった。
古くから稲作を中心とする農業と林業の盛んな土地であり、17世紀に編纂された『琉球国高究帳』によると、羽地間切の石高は1985石、そのうち米は1817石、畑は67石であった。主な稲作地域は羽地田袋(ハネジターブックヮ)、真喜屋田袋(マギャーターブックヮ)、源河田袋(ギンカターブックヮ)などと呼ばれた。1735年（雍正13年）7月、台風のため主要河川である羽地大川が氾濫し羽地田袋が壊滅したため、尚敬王は蔡温を派遣し、延べ10万人が参加して改修工事が行われた。1853年にはペリーが視察に訪れている。
明治時代後半からは日本本土や海外への出稼ぎ・移住も行われるようになり、沖縄県では最も多く出したと言われている。1896年に国頭郡に編入した後、1908年4月1日に島嶼町村制で羽地村となった。大正時代には沖縄本島北部の中心である名護町や県都那覇市とを結ぶ道路も開通し、のちに沖縄本島最北端の国頭村まで延長された。沖縄戦では中南部ほど被害は少なかったものの山奥への避難生活が続き、終戦後は田井等に収容所が設けられた。1946年5月20日に、戦後の復興をいち早く進めるため屋我地島を屋我地村として分村した。米軍統治下では多野岳に米軍基地（1972年の復帰と同時に返還され、保養地であるいこいの村おきなわとなった）が建設されたものの、村は大きく発展した。重要な産業である農業は稲作よりもサトウキビやパイナップルが多くなり、製糖工場やパイン工場が村内に建設された。
1960年代から祖国復帰運動と同時に、沖縄本島北部の中核としてさらに発展・強化するため周辺町村との合併の動きが出てくるようになった。1970年8月1日に名護町・屋部村・久志村・屋我地村との合併で名護市が誕生し、羽地間切から続いた羽地村は消滅した。羽地村役所は名護市羽地支所として引き続き旧羽地村域の行政の中核となった（村役所時代からの庁舎はその後解体、移転している）。

## 地域

### 合併まで羽地村だった地域
- 伊差川（いさがわ）
- 稲嶺（いなみね）
- 内原（うちはら）
- 親川（おやかわ）
- 我部祖河（がぶそか）
- 川上（かわかみ）
- 源河（げんか）
- 呉我（ごが）
- 古我知（こがち）
- 田井等（たいら）
- 仲尾（なかお）
- 仲尾次（なかおし）
- 振慶名（ぶりけな）
- 真喜屋（まきや）
- 山田（やまだ）

### 戦後、分村し屋我地村となった屋我地島の集落
- 運天原（うんてんばる）
- 我部（がぶ）
- 済井出（すむいで）
- 屋我（やが）
- 饒平名（よへな）

## 隣接していた自治体
- 名護町（現在の名護市）
- 屋我地村（現在の名護市）
- 久志村（現在の名護市）
- 屋部村（現在の名護市）
- 今帰仁村
- 大宜味村
- 東村

## 自然
- 多野岳 (396m)
- 一ツ岳
- 羽地大川
- 源河川（源河大川）
- 羽地内海

## 現在の名護市羽地地域
合併後も旧村内はさらに発展していき、林業は衰退したものの基幹産業である農業は盛んである。農村地帯ではあるが市街地である旧名護町に近いことから人口も増加していった。また国道58号を中心に道路網の整備が最も進み、1980年代半ばには国道58号名護バイパス、山越えで東海岸の東村有銘へつなぐ沖縄県道14号線が全線開通し、1994年には伊差川バイパスも開通した。国道の整備で国頭・大宜味・東3村と市内とを結ぶ重要な生活道路であるのとともに、沖縄本島最北端の辺戸岬や本島を一周するドライブ＆ツーリングコースにもなっている。
隣接する名護・屋部・久志の市内の他地域とは違い大きな公共施設はないものの、1990年代以降、バイパスの開通で伊差川や旧村内に隣接する大北・為又（びいまた）に大型スーパーが建つようになり、沖縄本島北部の買物客がそこにくるようになった。1992年には絶滅していたリュウキュウアユが源河川に放流され話題となった。1993年には老朽化した屋我地大橋が開通、2005年には羽地ダムと屋我地島と古宇利島とを結ぶ古宇利大橋も完成・開通した。さらに2012年には地域高規格道路名護東道路が開通し（伊差川 - 世富慶の区間）、羽地地域にも更なる発展が期待されている。

### 交通
道路
- 国道58号　
  - 名護バイパス、伊差川バイパス
  - 名護東道路（伊差川IC）
- 国道505号（呉我〜今帰仁方面は本部循環線）
- 沖縄県道71号名護宜野座線（主要地方道・本部循環線）
- 沖縄県道14号線
- 沖縄県道110号線
- 嘉陽林道
- 源河林道

路線バス
すべて琉球バス交通と沖縄バスの共同運行。
- 65番＆66番・本部半島線　名護バスターミナル→県道71号→国道505号→今帰仁方面（66番。65番はその逆）
- 67番・辺土名線　名護バスターミナル - 伊差川 - 国道58号を縦断 - 大宜味村 - 国頭村辺土名バスターミナル
- 72番・屋我地線　名護バスターミナル - 伊差川 - 国道58号 - 屋我地島

かつては源河線や運天港を結ぶ運天線、そして国道331号経由で東村方面の川田線も運行されていた。なお、2018年より川田線と名護東部線の東村区間を廃止した上で東村がコミュニティバスを運行開始したため、平良源河線が源河から県道14号経由で東村とを結んでいる（接続バス停は「源河入口」で運賃無料）。
- 東村コミュニティバス平良源河線　源河 - 県道14号 - 東村有銘 - 国道331号 - 東村役場（平日朝の源河行きと夜の東村行き最終便は県道70号経由で高江とを結んでいる）

### 学校
- 名護市立羽地中学校
- 名護市立羽地小学校
- 名護市立稲田小学校
- 名護市立真喜屋小学校
- 名護市立源河小学校

### 主要施設
- 羽地ダム（羽地大川上流）
- 運天港（港自体は今帰仁村にあるが地域内の一部の小さな漁港が一地域として含まれている）
- 多野岳マイクロ中継局（多野岳）
- 琉球放送ラジオ（RBCiラジオ）・ラジオ沖縄名護ラジオ中継局（多野岳、RBCi82.6MHz・ROK80.1MHz）[2]
- 嵐山展望台（呉我）
  - オリオン嵐山ゴルフ倶楽部